# Carl Heinrich Edmund von Berg
Carl Heinrich Edmund Freiherr von Berg, född 30 november 1800 i Göttingen, död 20 juni 1874 i Schandau, var en tysk skogsman.
Berg anställdes redan 1820 vid skogs- och bergväsendet i Harz och verkade där i flera befattningar innan han 1845 kallades till, att som Heinrich Cottas efterträdare, vara direktör för det forstakademien i Tharandt. Han tog avsked vid akademiens 50-årsjubileum 1866.
Både som skogsförvaltare i Harz och som direktör i Tharandt hade Berg många elever, däribland även några från Norden. Han företog många resor, bland annat 1854 till Sverige och Norge, varefter han skrev Über die Vegetationsverhältnisse in Skandinavien, besonders in forstlicher Beziehung.
Utöver en mängd tidskriftsartiklar skrev han bland annat Anleitung zum Verkohlen des Holzes (1830), Das Verdrängen der Laubwälder im nordlichen Deutschlande durch die Fichte und die Kiefer (1844), Die Staatsforstwirthschaftslehre (1850) och Geschichte der deutschen Wälder (1871). Åren 1845-66 var han redaktör för "Tharander Forstliches Jahrbuch".